# Albert Fish
Albert Fish, nato Hamilton Howard Fish (Washington, 19 maggio 1870 – Ossining, 16 gennaio 1936), è stato un serial killer statunitense.
Considerato uno dei più pericolosi e famigerati serial killer di tutti i tempi, è noto con il soprannome de l'Uomo grigio, il Lupo mannaro di Wysteria, il Vampiro di Brooklyn e il Maniaco della Luna, Fish si vantò di aver molestato più di 400 bambini e di averne uccisi più di 100, quasi tutti afroamericani, poiché agli inizi del XX secolo la loro scomparsa scandalizzava molto meno l'opinione pubblica. In realtà fu giudicato colpevole di almeno cinque omicidi, di cui ne confessò solo tre che la polizia fu capace di collegare ad un altro ben noto, nonostante fosse fortemente sospettato di molti altri. Messo a giudizio per l'omicidio di Grace Budd, fu dichiarato colpevole e condannato a morte per sedia elettrica.
Fish è famoso per l'efferatezza dei suoi crimini (torturava, uccideva e mangiava bambini) e per i suoi innumerevoli disturbi sessuali, di cui molti sconosciuti fino a quel momento (ad esempio l'abitudine di infilarsi gli aghi nel corpo); è anche stato inserito dagli studiosi nella lista dei 20 serial killer più pericolosi di sempre.

## Biografia

### L'infanzia e la detenzione a Sing Sing
Albert Fish nacque a Washington il 19 maggio 1870, figlio di Randall Fish (1795-1875), originario di Kennebec, Maine, e di sua moglie Ellen Howell (1838-1903), irlandese. Disse di essere stato chiamato molto tempo dopo la sua nascita Hamilton Fish. Suo padre, Randall Fish, era 43 anni più vecchio della madre. Fish era il più giovane dei figli e aveva tre fratelli viventi: Walter, Annie, ed Edwin.
Molti membri della sua famiglia soffrivano di disturbi mentali, e uno soffriva di mania religiosa. Suo padre era capitano di battelli fluviali, ma nel 1870 svolse la professione di fabbricante di fertilizzanti. Randall Fish morì per un attacco di cuore alla Sixth Street Station della Ferrovia della Pennsylvania nel 1875 a Washington. Sua madre, incapace di prendersi cura di Hamilton (Albert), lo mise in un orfanotrofio, dove fu frequentemente frustato e bastonato, scoprendo infine che provava piacere nel dolore fisico. Le bastonate gli avrebbero spesso procurato erezioni, cosa per la quale gli altri orfani lo canzonavano. Decise di voler essere chiamato "Albert" per sfuggire al soprannome 'Ham and Eggs' (prosciutto e uova) che gli fu affibbiato in orfanotrofio.
Nel 1879, sua madre ottenne un impiego pubblico e fu in grado di prendersi nuovamente cura di lui. Nel 1882, all'età di dodici anni, iniziò una relazione omosessuale con un garzone telegrafista. In gioventù Fish iniziò a praticare la coprofagia (ingestione di feci e urine) e a frequentare bagni pubblici, dove poteva guardare i ragazzi svestiti, trascorrendovi interi giorni nel fine settimana.
Nel 1890, Albert arrivò a New York e diventò un gigolò ("prostituta maschio" come disse lui stesso). Disse anche di aver iniziato a violentare ragazzi, crimine che continuò a commettere anche dopo il matrimonio combinatogli dalla madre nel 1898 con una donna di nove anni più giovane di lui. Ebbero sei bambini: Albert, Anna, Gertrude, Eugene, John, ed Henry Fish. Fu arrestato per appropriazione indebita e fu condannato alla detenzione, pena che scontò a Sing Sing nel 1903. Mentre era in prigione ebbe frequenti rapporti sessuali con altri detenuti. Nel gennaio del 1917 sua moglie lo lasciò per John Straube, un tuttofare pensionante dalla famiglia Fish. Fish cominciò a sentire delle voci: per esempio, una volta si ravvolse in un tappeto, spiegando che stava seguendo le istruzioni di san Giovanni.
Fish affermò di aver vagabondato da un capo all'altro degli Stati Uniti durante il 1898, lavorando come imbianchino. È in questo periodo che, a quanto disse, molestò più di 100 bambini, la maggior parte sotto i sei anni. Più tardi raccontò un episodio singolare: un suo amante lo portò ad un museo di statue di cera, dove Fish rimase totalmente affascinato dal plastico raffigurante la sezione longitudinale di un pene. Arrivò a sviluppare un morboso interesse per la castrazione, tanto che durante una relazione con un uomo mentalmente ritardato, tentò di castrarlo dopo averlo legato, ma l'uomo fuggì. Fish allora intensificò le sue visite ai bordelli, dove poteva ottenere di essere frustato e bastonato.

### Le prime aggressioni
Fish commise la sua prima aggressione letale nel 1910 a Wilmington, Delaware: vittima dell’omicidio fu Thomas Bedden, un ragazzo di 24 anni; a questa seguì, intorno al 1919, l'accoltellamento di un ragazzo disabile a Georgetown.
L'11 luglio 1924 Fish trovò Beatrice Kiell, una bambina di quattro anni, che giocava da sola nella fattoria dei suoi genitori a Staten Island. Le offrì delle monete per andare ad aiutarlo a cercare piante di rabarbaro nei campi vicini. La bambina stava per lasciare la fattoria quando sua madre scacciò via Fish, che se ne andò. Questi ritornò più tardi al granaio, dove provò a passare la notte prima di essere scoperto e scacciato nuovamente da Hans Kiell.

### L’omicidio di Grace Budd
Il 27 maggio 1928 Edward Budd mise un'inserzione nell'edizione domenicale del New York World che diceva: "Giovane uomo, 18, desidera impiego nel paese. Edward Budd, 406 West 15th Street". Il 28 maggio Fish, allora cinquantottenne, visitò la famiglia Budd a Manhattan, New York. Si presentò come Frank Howard, un industriale di Farmingdale, dicendo di voler assumere Edward (in realtà aveva intenzione di portarlo in un luogo isolato e ucciderlo, castrandolo e lasciandolo dissanguare).
Quando arrivò, Fish incontrò la giovane sorella di Edward, Grace, di dieci anni, e cambiò obiettivo. Alla seconda visita acconsentì ad assumere Budd e poi convinse i genitori, Delia Flanagan e Albert Budd I, a farsi accompagnare da Grace ad una festa di compleanno a casa della sorella. Nessuno dei due fece più ritorno.
La polizia arrestò Charles Edward Pope il 5 settembre del 1930 come sospetto di rapimento. Era un sessantaseienne sovrintendente di un palazzo, e fu accusato dalla moglie, una mitomane. Passò 108 giorni in prigione tra il suo arresto ed il processo avvenuto il 22 dicembre 1930.

### La lettera
Sette anni più tardi, nel novembre del 1934, una busta contenente una lettera anonima fu spedita ai genitori della ragazza e indusse la polizia a sospettare di Albert Fish. La lettera è di seguito riportata (nell'originale sono presenti gli errori di ortografia e grammatica di Fish):
Mrs. Budd era analfabeta e non poteva leggere la lettera. In verità, Fish più tardi ammise alla sua procura di aver violentato Grace, ma essendo incline a dire bugie questa sua dichiarazione potrebbe essere falsa.

### La cattura
La lettera fu consegnata in una busta che aveva un piccolo emblema esagonale con le lettere "N.Y.P.C.B.A.", che stanno per "New York Private Chauffeur's Benevolent Association". Un portinaio della società disse alla polizia di averne prese alcune dai pacchi di forniture per ufficio, ma di averle lasciate al suo alloggio al 200 East 52nd Street quando se ne andò. La padrona di casa degli alloggi disse che Fish aveva pagato il conto di quella stanza e lasciato l'albergo pochi giorni prima. Disse anche che il figlio di Fish gli spediva dei soldi e che le chiese di tenere il suo prossimo conto per lui. William F. King, il capo investigatore, aspettò fuori dalla stanza fino a che Fish ritornò.
Fish accettò di andare alla polizia per esservi interrogato, ma sul portone tentò di aggredire King con un paio di rasoi. King lo disarmò e lo portò al quartier generale. Fish non fece nessun tentativo di negare l'assassinio di Grace Budd, spiegando anzi che aveva l'intenzione di andare in quella casa per uccidere Edward Budd, il fratello di Grace.
Fish fornì le seguenti informazioni biografiche mentre era imprigionato:

### Billy Gaffney
Un anno prima dell’omicidio di Grace Budd, l'11 febbraio 1927, un bambino chiamato Billy Gaffney stava giocando sulla veranda dell'appartamento della sua famiglia a Brooklyn, New York, con il suo amico, Billy Beaton. Entrambi i ragazzi sparirono, ma l'amico fu ritrovato sul tetto dell'appartamento. Quando gli chiesero cosa fosse successo a Billy, Beaton disse "Boogeyman l'ha portato via". Inizialmente Peter Kudzinowski fu sospettato dell'omicidio di Billy Gaffney.
Joseph Meehan, un autista di una linea tranviaria di Brooklyn, vide una foto di Fish nel giornale e lo identificò come un anziano signore che aveva visto l'11 febbraio 1927, mentre stava provando a calmare un ragazzino seduto accanto a lui sul tram. Il ragazzo non indossava una giacca e stava piangendo per sua madre e fu trascinato dall'uomo su e giù dal tram. La polizia identificò Billy Gaffney con la descrizione del bambino visto da Meehan. Il corpo di Billy non fu mai recuperato dalla fossa nel fiume nel quale Fish disse di aver gettato parti del suo corpo. I genitori di Billy erano Elizabeth ed Edward Gaffney. Elizabeth visitò Fish a Sing Sing per provare ad ottenere (e li ebbe) più dettagli sulla morte del figlio. Fish confessò l'assassinio:
Tagliai la testa, i piedi, le braccia, le mani e le gambe sotto le ginocchia. Misi questo nei sacchi appesantiti con le pietre, legai le estremità e li gettai negli stagni di acqua melmosa che voi vedrete lungo tutta la strada che porta a North Beach. L'acqua è profonda da 3 a 4 piedi. Affondarono tutti in una volta. Tornai a casa con la mia carne. Mangiai la parte del suo corpo che mi piaceva di più. Il suo pisellino e le palline ("His monkey and pee wees") e un bel piccolo posteriore grasso da arrostire nel forno e mangiare. Feci uno stufato con le sue orecchie, il naso, pezzi della faccia e della pancia. Misi cipolle, carote, rape, sedano, sale e pepe. Era buono.
Poi aprii la carne delle chiappe, tagliai il suo pisellino e i testicoli e per prima cosa li lavai. Misi strisce di bacon su ogni chiappa del suo sedere e le misi nel forno. Poi presi quattro cipolle e quando la carne si fu arrostita per circa un quarto d'ora, versai circa una pinta di acqua su di essa per il sugo e misi le cipolle. Ad intervalli frequenti ungevo il suo sedere con un cucchiaio di legno. Così la carne sarebbe stata bella e succosa. In circa due ore, era bella e scura, cucinata da parte a parte. Non ho mai mangiato un arrosto di tacchino buono la metà di quel suo dolce grasso piccolo didietro ("I never ate any roast turkey that tasted half as good as his sweet fat little behind did"). Mangiai ogni bocconcino della carne in circa quattro giorni. Il suo pisellino era dolce come una nocciola, ma le sue palline non sono riuscito a masticarle. Le buttai nel gabinetto»

### Il processo
Il processo di Albert Fish per l'omicidio premeditato di Grace Budd iniziò il lunedì 11 marzo 1935, a White Plains (New York) con il giudice Frederick P. Close e l'assistente capo procuratore distrettuale Elbert F. Gallagher come pubblico ministero. James Dempsey fu l'avvocato a cui la procura affidò la difesa di Fish. Il processo durò dieci giorni. Fish addusse a pretesto l'insanità e finse di aver ascoltato voci da Dio che gli dicevano di uccidere bambini. Affermava inoltre che la violenza perpetrata a se stesso e agli altri gli purificasse l'anima e che Dio, se fosse stato contrario ai suoi omicidi, avrebbe già mandato un angelo a fermarmi la mano, come fece con il profeta Abramo.
Diversi psichiatri affermarono il feticismo sessuale di Fish, includendo coprofilia, urofilia, pedofilia e masochismo, ma ci furono disaccordi sul fatto che quelle attività significassero oppure no che l'uomo era infermo di mente. Il capo testimone della difesa fu Fredric Wertham, uno psichiatra specializzato nello sviluppo dei bambini che condusse esami psichiatrici per le corti criminali di New York; Fish gli raccontò con freddezza tutti i suoi crimini e le sue perversioni sessuali; in seguito Wertham dichiarò che Fish era malato di mente. Un altro testimone della difesa era Mary Nicholas, la figliastra diciassettenne di Fish. La ragazza descrisse come Fish insegnò a lei e ai suoi fratelli e sorelle un "gioco" implicando masochismo e molestie a minori.
"Andò nella sua camera con un piccolo paio di calzoncini, calzoncini marroni. Li indossò e venne fuori davanti alla stanza, mettendosi sulle ginocchia e sulle mani, a gattoni, e aveva un pennello con il quale mescolava la pittura; dava quel bastoncino ad ognuno di noi, e poi dovevamo sederci sulla sua schiena, uno alla volta, e alzare su molte dita. Lui doveva indovinare quante dita avevamo alzato, cosa che non ha mai fatto, perché altrimenti noi non avremmo dovuto colpirlo. A volte, diceva anche più dita di quelle che noi avevamo veramente. Quando sbagliava, avremmo dovuto colpirlo tante volte quante dita avevamo alzato".
La giuria lo giudicò sano di mente e colpevole ed il giudice espresse la condanna a morte.

### Francis X. McDonnell
Dopo la sentenza, Fish confessò l'assassinio di Francis X. McDonnell, 8 anni, ucciso a Staten Island. Francis stava giocando sul portico della sua casa vicino a Richmond, Staten Island, il 15 luglio 1924. La madre di Francis vide un "anziano signore" camminare stringendo e rilassando i suoi pugni. Camminava senza dire niente. Più tardi, l'anziano signore fu visto ancora, ma questa volta stava guardando Francis e i suoi amici giocare. Il corpo di Francis fu trovato nei boschi nei pressi dove un vicino vide Francis e un "anziano signore" andare quel pomeriggio presto. Francis fu assalito e strangolato con le sue bretelle.

### L'esecuzione
Fish arrivò nel marzo del 1935 a Sing Sing e fu giustiziato il 16 gennaio del 1936 sulla sedia elettrica. Entrò per niente spaventato nella camera alle 23:06 e fu dichiarato morto tre minuti più tardi. Venne poi sepolto nel cimitero della prigione. Si ricorda che Fish disse che l'elettrocuzione sarebbe stata "la suprema emozione della mia vita". Inoltre aiutò gli inservienti ad allacciare le fibbie della sedia attorno alle sue gambe e braccia. Appena prima che l'interruttore girasse dichiarò: "Non so perché sono ancora qui". Sull'esecuzione spesso viene detto che "ci vollero due scosse per ucciderlo, difatti durante la prima gli aghi conficcati nell'inguine mandarono in tilt la sedia elettrica". In realtà gli aghi conficcati nel suo corpo non poterono influire sul funzionamento della sedia elettrica; al massimo questi aghi poterono un po' alterare il passaggio della corrente elettrica, che tende a passare nelle zone dove la conducibilità elettrica è maggiore (gli aghi di metallo appunto). Testimoni raccontarono che Fish morì normalmente come qualsiasi altro condannato alla sedia elettrica e non successe niente di strano durante l'esecuzione.

## Altre possibili vittime
Fish negò implicazioni con altri omicidi. Fu comunque sospettato per altri tre assassinii. Il detective William King credeva che Fish potesse essere stato il "Vampiro di Brooklyn", uno stupratore e assassino che prediligeva tormentare i bambini. Erano:
- 1926 - Emma Richardson (5) uccisa il 3 ottobre 1926
- 1927 - Yetta Abramowitz (12) nel Bronx. Fu strangolata sul tetto di un edificio a cinque piani al 1013 Simpson Street. L'assassino fuggì, ma 20 detective e molti poliziotti in borghese si misero alla caccia di un "Giovane uomo alto" che fu visto più volte tentare di attirare la ragazzina dal vicinato negli scuri corridoi e vicoli il 14 maggio 1927. Yetta aveva una sorella, Becky Abramowitz.
- 1931 - Robin Jane Liu (6) uccisa il 2 maggio 1931
- 1932 - Mary Ellen O'Connor (16) a Far Rockaway nel Queens il 15 febbraio 1932. Il suo corpo mutilato fu trovato nei boschi vicino ad una casa pitturata da Fish.
- 1932 - Benjamin Collings (17) ucciso il 15 dicembre 1932
- 1933 - Diego Maracuya e Veronika Lazul (15) sgozzati vivi nell'abitazione della ragazza a New York. Furono ritrovati dalla loro vicina di casa il giorno seguente.

## Parafilie

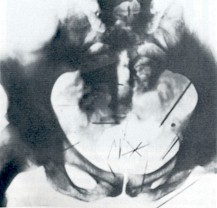
Radiografia del bacino di Fish in cui si vedono gli aghi e spilli conficcati dentro.

Fish inserì decine di aghi e spilli di diverse dimensioni in tutto il corpo, specialmente nell'inguine e nel perineo. 29 di questi erano incastrati permanentemente, come dimostra la radiografia. Lui disse che aveva provato ad infilarsi un ago nel suo scroto ma era troppo doloroso. Accettò di essere esaminato da Fredric Wertham per la sua convenienza a supportare la tesi di instabilità mentale. Fish ebbe moltissime parafilie. Per esempio, voleva inserire un lungo gambo di rosa nel suo pene e guardarsi allo specchio, poi voleva rimuovere la rosa e mangiarne i petali (era cioè affetto da dendrofilia). Le altre parafilie includevano sadismo, masochismo, flagellazione, esibizionismo, voyeurismo, piquerismo, pedofilia, coprofagia, feticismo, urofilia, cannibalismo, travestitismo, castrazione e vampirismo. Era anche particolarmente ossessionato dalla religione e più volte gli capitavano attacchi di delirio e visioni a sfondo mistico, suggerendo che potesse essere affetto da Schizofrenia.
I dottori che lo esaminarono per il processo scoprirono che Fish aveva molti aghi nel suo corpo, la maggior parte intorno ai suoi genitali. Avrebbe inserito nel proprio retto dei batuffoli di cotone imbevuti di alcool e dato loro fuoco. Wertham raccontò molte storie, alcune furono confermate dalla sua famiglia e dall'evidenza fisica (ad esempio sul corpo erano rimasti i segni delle frustate e dei tagli che si autoinfliggeva); le altre non si opponevano a nessuna testimonianza legale. Wertham trovò che Fish si mostrava estremamente crudele e violento verso animali di giovane età. Fish disse che lui e un suo amico impregnarono la coda di un cavallo nel cherosene e la diedero alle fiamme per vedere i risultati. Una volta cadde da un ciliegio e non si riprese mai completamente dalla ferita. Quando era all'orfanotrofio bagnò il suo letto, e per questo fu deriso dai suoi compagni. La sua inclinazione per il cannibalismo, pretese Fish, venne da quando suo fratello maggiore Walter ritornò dalla US Navy e gli raccontò storie di cannibalismo e sado-masochismo ai quali Walter assistette.

## Cultura di massa
- I crimini di Fish sono narrati nei libri di Harold Schechter: Deranged e The Serial Killer Files.
- Nel romanzo di Stephen King e Peter Straub, La casa del buio, il serial killer conosciuto come "il Pescatore" è vagamente basato su Fish (FISHerman). Il personaggio, come Fish, è dedito sia al cannibalismo che all'assassinio di bambini. Inoltre diverse lettere che il Pescatore spedisce agli addolorati genitori sono intenzionalmente simili alla lettera di Fish.
- Fish è menzionato nel capitolo 11 di The Space Merchants come esempio di masochista estremo.
- Il nome d'arte del batterista di Marilyn Manson, Ginger Fish, deriva in parte da Albert Fish e in parte da Ginger Rogers.
- The Weasels (che hanno registrato una serie di canzoni su vari e famosi assassini) commemorano Fish nella canzone A Fish.
- La band grindcore Macabre, ha composto tre brani su di lui, intitolati Albert was Worse than any Fish in the Sea, Mr. Albert Fish Was Children Your Favorite Dish e Fishtales.
- La canzone di Blood Duster intitolata Albert si riferisce ad Albert Fish.
- La grind band Dahmer ha composto una canzone su di lui intitolata Albert Hamilton Fish.
- Nel film La casa dei 1000 corpi un manichino di cartapesta che rappresenta Fish è uno dei serial killer e malati di mente presenti nello spettacolo del capitano Spaulding. Spaulding descrive con dettagli disgustosi a che punto arrivassero i crimini di Fish ed i suoi atti di masochismo.
- I testi della canzone Document. Grace Budd dei The Number Twelve Looks Like You sono le ultime righe della lettera ai genitori di Grace Budd.
- Nel 2007 sono stati distribuiti due film su Albert Fish; uno è intitolato Albert Fish, con Oto Brezina come protagonista e l'altro è intitolato Wysteria: The Story of Albert Fish, con Patrick Bauchau nel ruolo principale.
- Nell'album dei Cannibal Corpse Butchered at Birth, sono citate le ultime righe della lettera ai genitori di Grace Budd assieme ad un brano del barone Gilles de Rais.
- La band metal svedese Sparzanza, nell'album Folie à Cinq, ha composto una canzone intitolata Mr. Fish basata su di lui.
- Il compositore SteamPianist ha composto una canzone usando il sintetizzatore vocale Vocaloid chiamata Secrets of Wysteria, dove impersonifica una voce che parla a Grace e una voce fuori campo.